# توم روجرز
توم روجرز (بالإنجليزية: Tom Rogers)‏ (1885 - ) هو لاعب كرة قدم بريطاني (وحمل سابقاً جنسية المملكة المتحدة لبريطانيا العظمى وأيرلندا) في مركز الدفاع. لعب مع نادي ليفربول.